# Circuit Zolder
Circuit Zolder, w skrócie Zolder; znany też jako Circuit Terlaemen – tor wyścigowy o długości 4011 m położony w Belgii w miejscowości Heusden-Zolder.
Zolder został zbudowany w 1963. Tor ten gościł GP Belgii Formuły 1 10-krotnie: w latach 1973, 1975-1982 i 1984. Zolder jest głównie pamiętane jako miejsce tragicznego wypadku Gilles'a Villeneuve'a. Od tego wyścigu flamandzki tor zaczął przestawać mieć znaczenie dla Formuły 1 (pomimo tego, że śmierć Villeneuve'a nie była spowodowana złym poziomem bezpieczeństwa toru, a raczej stosowanymi technologiami i zbiegowi wypadków). W 1984 GP Belgii po raz ostatni odbyło się na Zolder i od następnego roku aż do dzisiaj wszystkie GP Belgii rozgrywane były na torze Spa-Francorchamps.
Na początku 2006 trasa przeszła kilka zmian w celu poprawy bezpieczeństwa. W ciągu ostatnich lat Zolder gościł kilka ważnych serii wyścigowych takich jak: World Series by Renault, Champ Car, World Touring Car Championship, Superleague Formula, FIA GT, GT1 World Championship, a obecnie gości jej następcę: Blancpain Endurance Series.

## Zwycięzcy Grand Prix Belgii na torze Zolder
| Sezon | Kierowca         | Zespół        |        |
| ----- | ---------------- | ------------- | ------ |
| 1984  | Michele Alboreto | Ferrari       | Wyniki |
| 1982  | John Watson      | McLaren-Ford  | Wyniki |
| 1981  | Carlos Reutemann | Williams-Ford | Wyniki |
| 1980  | Didier Pironi    | Ligier-Ford   | Wyniki |
| 1979  | Jody Scheckter   | Ferrari       | Wyniki |
| 1978  | Mario Andretti   | Lotus-Ford    | Wyniki |
| 1977  | Gunnar Nilsson   | Lotus-Ford    | Wyniki |
| 1976  | Niki Lauda       | Ferrari       | Wyniki |
| 1975  | Niki Lauda       | Ferrari       | Wyniki |
| 1973  | Jackie Stewart   | Tyrrell-Ford  | Wyniki |